# كالفين هنت (كاتب أغاني)
كالفين هنت (بالإنجليزية: Calvin Hunt)‏ هو كاتب أغاني أمريكي، ولد في 1 يوليو 1957 في كوينز في الولايات المتحدة، وتوفي في 26 ديسمبر 2009 في مستشفى جامايكا في الولايات المتحدة.